# Sphaerocranae bipartita
Sphaerocranae bipartita är en insektsart som beskrevs av Willemse, F.M.H. 1973. Sphaerocranae bipartita ingår i släktet Sphaerocranae och familjen gräshoppor. Inga underarter finns listade i Catalogue of Life.